# Ipconfig

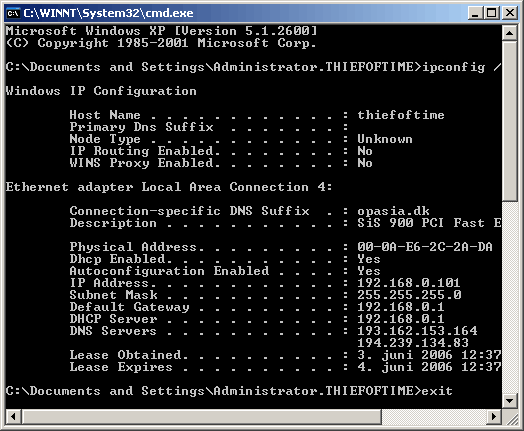
Image du terminal Windows avec la commande Ipconfig.

ipconfig est une commande informatique propre à Microsoft Windows.
Elle permet d'afficher et de modifier la configuration réseau d'un PC. Elle affiche : le nom de l'hôte (le PC local), le domaine d'appartenance, (…) et, pour chaque interface (en vrac) : le type d'interface, l'adresse physique (adresse MAC), l'adresse IPv4, IPv6, le masque de sous-réseau, l'adresse de la passerelle, les adresses des DNS, un indicateur (DHCP activé) non/oui selon que l'adresse est fixe (imposée par l'utilisateur) ou dynamique (donnée par un serveur DHCP). L'utilitaire de ligne de commande couvre également les adaptateurs et interfaces réseaux comme les adaptateurs LAN, le Wi-Fi, le Bluetooth ou les VPN.
On l'exécute en appelant une console en ligne de commande (en tapant cmd dans Exécuter du menu démarrer ou par le menu "démarrer"→tous les programmes→accessoires→invite de commandes) :
```
C
:
>ipconfig

Configuration IP de Windows

Carte réseau sans fil Connexion réseau sans fil :

   Statut du média. . . . . . . . . . . . : Média déconnecté
   Suffixe DNS propre à la connexion. . . :

Carte Ethernet Connexion au réseau local :

   Suffixe DNS propre à la connexion. . . :
   Adresse IPv6 de liaison locale. . . . .: fe80::89c9:7d53:f73:c8c4
%1
1
   Adresse IPv4. . . . . . . . . . . . . .: 192.168.1.2
   Masque de sous-réseau. . . . . . . . . : 255.255.255.0
   Passerelle [[par défaut]]. . . . . . . . . : 192.168.1.1

C
:
>where ipconfig

C
:
\Windows\System32\ipconfig.exe

```

On peut entrer la commande ipconfig dans la console suivie d'un "/" puis d'un des paramètres suivants :
- ipconfig /? : aide
- ipconfig /all : permet d'avoir toutes les caractéristiques des connexions réseaux : adresse IP, adresse MAC…
- ipconfig /release : libère les connexions.
- ipconfig /renew : rétablit les connexions.
- ipconfig /flushdns : vide le cache de la résolution DNS.
- ipconfig /registerdns : actualise tous les baux DHCP et réinscrit les noms DNS.
- ipconfig /displaydns : affiche le contenu du cache de la résolution DNS.
- ipconfig /showclassid : affiche tous les ID de classe DHCP autorisés pour la carte.
- ipconfig /setclassid : modifie l'ID de classe DHCP.
- ipconfig /renew EL* : renouvelle toute connexion dont le nom commence par EL.
- ipconfig /release *Local* : libère les connexions correspondantes, par exemple : « Connexion au réseau local 1 » ou « Connexion au réseau local 2 ».